# クローディン12
クローディン12（Claudin-12）は、約27 kDa（キロダルトン）の膜タンパク質である。
細胞膜を4回貫通しており、N末端とC末端は細胞質にある。

## 機能と疾患
クローディン12は、クローディンファミリーの一つある。腎臓の血管などに発現が見られる。腸の吸収上皮細胞や腎臓の尿細管細胞で発現してカルシウムの透過性を制御すると主張するグループはあるものの、信頼できる抗体では検出されていない。また、クローディン12自体が密着結合に局在する証拠もないため、透過性に関与するという主張の信頼性がない。
クローディン12のノックアウトマウスは、脳血管や小腸などに特に目立った表現型は呈さない。

## 発見の経緯
クローディン12は1999年に京都大学の月田承一郎らのグループによってデータベースから見出され名付けられた。